# Elezioni nel Nuovo Messico per il Senato degli Stati Uniti del 2014
Le elezioni nel Nuovo Messico per il Senato degli Stati Uniti del 2014 si svolsero il 4 novembre per eleggere il nuovo senatore che rappresentasse lo stato.
A sfidarsi furono il senatore uscente democratico Tom Udall e il repubblicano Allen Weh. La sfida si è conclusa con la vittoria di Tom Udall, che è stato così rieletto.

## Risultati
| Candidati | Partiti              | Voti    | %     |
| --------- | -------------------- | ------- | ----- |
| Tom Udall | Partito Democratico  | 286.409 | 55,56 |
| Allen Weh | Partito Repubblicano | 229.097 | 44,44 |
| Totale    | Totale               | 515.506 |       |

## Elezioni primarie

### Partito Democratico
| Candidati | Voti    | %   |
| --------- | ------- | --- |
| Tom Udall | 113.502 | 100 |
| Totale    | 113.502 |     |

### Partito Repubblicano
| Candidati      | Voti   | %  |
| -------------- | ------ | -- |
| Allen Weh      | 41.566 | 63 |
| David Clements | 24.413 | 37 |
| Totale         | 65.979 |    |